# Хамезауры
Хамезауры (лат. Chamaesaura) — род ящериц из семейства поясохвостов.
Тело удлиненное, змеевидное. Конечности в разной степени редуцированы у разных видов. Хвост длинный и ломкий.
Питаются насекомыми, особенно прямокрылыми.
Яйцеживородящи.
Распространены в Южной и Восточной Африке.

## Виды
В состав рода включают три вида:
- Трансваальская хамезаура (Chamaesaura aenea)
- Капская хамезаура (Chamaesaura anguina)
- Крупночешуйная хамезаура (Chamaesaura macrolepis)